# Challenger de Santos 2013
El torneo Campeonato Internacional de Tenis de Santos 2013 es un torneo profesional de tenis. Pertenece al ATP Challenger Series 2013. Se disputó su 3ª edición sobre tierra batida, en Santos, Brasil entre el 15 y el 21 de abril de 2013.

## Jugadores participantes del cuadro de individuales

### Cabezas de serie
| País                 | Jugador                | Rank1 | Favorito |
| -------------------- | ---------------------- | ----- | -------- |
| Bandera de Brasil    | Rogério Dutra da Silva | 109   | 1        |
| Bandera de Brasil    | João Souza             | 111   | 2        |
| Bandera de Italia    | Matteo Viola           | 118   | 3        |
| Bandera de Portugal  | Gastão Elias           | 133   | 4        |
| Bandera de Croacia   | Antonio Veić           | 146   | 5        |
| Bandera de Chile     | Paul Capdeville        | 154   | 6        |
| Bandera de Túnez     | Malek Jaziri           | 166   | 7        |
| Bandera de Argentina | Guido Andreozzi        | 168   | 8        |

- 1 Se ha tomado en cuenta el ranking del día 8 de abril de 2013.

### Otros participantes
Los siguientes jugadores recibieron una invitación (wild card), por lo tanto ingresan directamente al cuadro principal:
- Pablo Cuevas
- Ricardo Hocevar
- Caio Silva
- Júlio Silva

Los siguientes jugadores ingresan al cuadro principal tras disputar el cuadro clasificatorio:
- Máximo González
- Rui Machado
- Stefano Travaglia
- Bastian Trinker

Los siguientes jugadores ingresan al cuadro principal como exención especial:
- Steven Diez
- Jozef Kovalík

## Jugadores participantes en el cuadro de dobles

### Cabezas de serie
| País                 | Jugador          | País                            | Jugador      | Rank1 | Favorito |
| -------------------- | ---------------- | ------------------------------- | ------------ | ----- | -------- |
| Bandera de Croacia   | Nikola Mektić    | Bandera de Croacia              | Antonio Veić | 335   | 1        |
| Bandera de Argentina | Guido Andreozzi  | Bandera de Uruguay              | Ariel Behar  | 567   | 2        |
| Bandera de Brasil    | Guilherme Clezar | Bandera de Portugal             | Gastão Elias | 667   | 3        |
| Bandera de Serbia    | Boris Pašanski   | Bandera de Bosnia y Herzegovina | Aldin Šetkić | 692   | 4        |

- 1 Se ha tomado en cuenta el ranking del día 8 de abril de 2013.

### Otros participantes
Los siguientes jugadores recibieron una invitación (wild card), por lo tanto ingresan directamente al cuadro principal:
- Rogério Dutra da Silva /  Eduardo Russi
- Allan Gomes Oliveira /  Caio Silva
- Wilson Leite /  João Souza

## Campeones

### Individual Masculino
- Gastão Elias  derrotó en la final a  Rogério Dutra da Silva, 4–6, 6–0, 6–2

### Dobles Masculino
- Pavol Červenák /  Matteo Viola derrotaron en la final a  Guilherme Clezar
 Gastão Elias por 6–2, 4–6, [10–6]